# Vérone Mankou
Pour les articles homonymes, voir Mankou.
Vérone Mankou, né le 23 juillet 1986 à Pointe-Noire en république du Congo, est un entrepreneur congolais. Concepteur de la première tablette tactile africaine en 2011 et du premier smartphone africain en 2012, il est à la tête de VMK, une entreprise de technologie mobile, et de Vox Médias, un groupe « spécialisé dans l'édition et la production des contenus diffusés via des supports audiovisuels, numériques et imprimés ».

## Biographie
Né en 1986 d'un père ingénieur en production dans l’industrie pétrolière et d’une mère institutrice, il s'intéresse à l’informatique dès l’âge de 7 ans. Titulaire d'un Master 2 en Management depuis 2018. Après un premier emploi chez un fournisseur d’accès internet à Pointe-Noire en 2006, il devient, deux ans plus tard, conseiller du ministre des télécommunications et des nouvelles technologies. En 2009, Vérone Mankou crée VMK. Deux ans après, la société met sur le marché la première tablette tactile conçue en Afrique : la Way-C (2011) puis le smartphone Elikia en 2012. Alors que la fabrication était délocalisée jusqu’alors à Shenzhen en Chine, VMK décide de relocaliser sa production au Congo. L'usine de VMK à Brazzaville commence ses activités en juin 2015.
À travers sa fondation Bantuhub, il a lancé le premier incubateur au Congo.

## Publications
- Congo : Terre de technologies , Paris, L'Harmattan, 2014, 72 p.

## Distinctions
- Citoyen d’honneur de la ville de Brazzaville[7]

- 2013[8] et 2015[9], il est listé parmi les trente meilleurs jeunes entrepreneurs africains par le magazine Forbes
- 2015 : Prix d'excellence à la 4e édition des « Dîner des Icônes »[10]
- 2017 : Prix du Jeune Entrepreneur 2017 - Business Africa[11]
- De 2014 à 2020 : Top 20 des bâtisseurs de demain pour l’Afrique selon Forbes, et l’un des 100 dirigeants africains de moins de 40 ans appelés à jouer un rôle important dans le développement de l’Afrique par l’Institut Choiseul[12].